# NGC 7793
NGC 7793 este o galaxie spirală situată în constelația Sculptorul. A fost descoperită în 14 iulie 1826 de către James Dunlop. Se află la o distanță de 3,63 megaparseci de Pământ.